# Dimmu Borgir
Dimmu Borgir és un grup noruec de black metal simfònic, fundat el 1993 per Ian Kenneth Åkesson (Tjodalv), Stian Thoresen (Shagrath) i Sven Atle Kopperud (Silenoz) a Oslo.
El grup ha estat fortament criticat pel suposat "afebliment" del seu so per una gran part dels aficionats al black metal. Dimmu Borgir significa «Ciutats Fosques» en islandès, i també és un conjunt de coves formades per la lava a Islàndia que segons els noruecs són l'entrada a l'avern.
Des del seu debut el 1994, el grup ha publicat vuit àlbums d'estudi, un recull i quatre EP. Han rebut tres premis Spellemann (coneguts com el Grammy noruec): el 2001 per Puritanical Euphoric Misanthropia, el 2003 per Death Cult Armageddon i el 2007 pel videoclip de The Serpentine Offering; i han participat en festivals com l'Inferno Metal Festival, l'Ozzfest, el Download Festival i el Wacken Open Air.
El seu vuitè àlbum d'estudi, In Sorte Diaboli, esdevingué el primer àlbum de black metal a ser número 1 en una llista d'àlbums a Noruega. També entrà al Billboard 200 arribant al lloc 43, la posició més alta d'un grup noruec des d'a-ha. El seu àlbum següent, Abrahadabra, arribà al lloc 42 als Estats Units.
L'agost de 2009 la formació amb més èxit de la banda patí canvis seriosos: el baixista i vocalista ICS Vortex i el teclista Mustis foren expulsats a causa que aquest darrer reclamà l'autoria de gran part de la música escrita des del 1999.
Actualment el grup està format per Shagrath (vocalista), Silenoz i Galdér (guitarristes), i pels membres de sessió Daray (bateria), Cyrus (baix) i Gerlioz (teclats).

## Biografia

### 1993-1999
El grup fou format el 1993 pel multi-instrumentista Stian "Shagrath Thoresen, el guitarrista Sven "Silenoz" Atle Kopperud, el baixista Brynjard Tristan, el guitarrista Kenneth "Tjodalv" Åkesson i el teclista Stian Aarstad. Un any més tard, la discogràfica Necromantic Gallery Productions publicà el debut del grup; l'EP Inn I Evighetens Mørke, limitat a 1.000 còpies. Poc després, la banda firmà amb No Colours Records, a través de la qual fou publicat el seu primer àlbum de llarga durada, For All Tid.
Dos anys més tard llançaren al mercat el seu segon àlbum d'estudi, Stormblåst. Abans de la gravació, Shagrath assumí el paper de guitarrista i Tjodalv el de bateria. Aquell any també fou publicat l'EP Devil's Path. Poc després, Tristan fou expulsat del grup i fou reemplaçat per Nagash. L'absència d'Aarstad causada per la realització del servei militar feu que Shagrath s'encarregués del teclat al mini-àlbum.
El 1997 el grup fou contractat per la marca alemanya Nuclear Blast. El 20 de maig d'aquell mateix any publicaren Enthrone Darkness Triumphant. Poc després, Stian Aarstad abandonà el grup. El 18 de juliol del 1998 editaren el seu següent àlbum, Godless Savage Garden, que inclou dos temes nous, dues gravacions de For All Tid, un cover d'Accept i tres cançons en viu. Shagrath passà llavors a encarregar-se de les veus i el paper de guitarrista fou realitzat per l'australià Astennu.

### 1999-2003
El 1999 fou publicat el quart àlbum d'estudi, Spiritual Black Dimensions, on la música estava encara més dominada pels teclats. La gran novetat fou la inclusió en algunes cançons de la veu neta d'ICS Vortex, conegut per la seva feina a Borknagar i Arcturus. També s'uní al grup un nou teclista: Mustis.
Després de la publicació de l'àlbum el grup actuà en nombrosos i importants festivals de música, com el Dynamo Festival. El 2000 l'àlbum fou nominat al premi Spellemann a la categoria de millor àlbum de hard-rock. El 2001 la banda publicà el cinquè àlbum de llarga durada, Puritanical Euphoric Misanthropia i que compta amb el suport de l'Orquestra Simfònica de Göteborg. L'àlbum fou enregistrat i mesclat als estudis Friedman. Mentrestant, al grup s'hi havien produït canvis importants de formació: Astennu, Nagash i Tjodalv se n'havien anat. Dimmu Borgir declarà, amb motiu de la marxa d'Astennu:
| « | Ens agradaria anunciar que Astennu ja no forma part de Dimmu Borgir. Hem decidit expulsar-lo perquè durant els darrers 8 mesos no ha fet res, ha perdut tota la seva passió, dedicació i entusiasme. Per a tots nosaltres, Dimmu Borgir és la nostra vida, no un simple treball d'oficina. Per això ens acomiadem d'Astennu i donem una orgullosa benvinguda a Archon, que gravarà amb nosaltres un nou àlbum. | » |

Aparegueren el bateria Nicholas Barker (anteriorment a Cradle of Filth), el baixista i vocalista ICS Vortex (abans un músic de sessió) i el guitarrista Galder (líder d'Old Man's Child).
El 2002 aparegué el primer DVD del grup, World Misanthropy, que incloïa un concert gravat al Wacken Open Air. A l'estudi de gravació comptaren amb l'ajuda de Fredrik Nordström i Peter Tägtgren.